# Piatra Dragonului
„Piatra Dragonului” este primul episod al celui de-al șaptelea sezon din serialul HBO intitulat Urzeala tronurilor. Acesta a fost scris de David Benioff, D.B. Weiss și regizat de Jeremy Podeswa. În România, episodul a fost difuzat pentru prima dată pe 17 iulie 2017.

## Acțiune
Jon organizează apărarea Nordului. Cersei încearcă să egaleze. Daenerys se întoarce acasă.

## Legături externe
- Piatra Dragonului la Urzeala tronurilor Wiki

## Vezi și
- Urzeala tronurilor (sezonul 7)